# Лекью, Джейлен
Джейлен Эвандер Лекью (англ. Jalen Evander Lecque; род. 3 июня 2000 или 13 июня 2000, Манхэттен, Нью-Йорк) — американский профессиональный баскетболист, выступающий за клуб Джи-Лиги НБА «Рио-Гранде Вэллей Вайперс». Не выступал на студенческом уровне.

## Профессиональная карьера

### «Финикс Санз» и «Нортерн Аризона Санз» (2019–2020)
Лекью после того, как завершил стандартное школьной обучение решил продолжить развитие не в университете, а в Академии Брюстер в Нью-Гемпшире. После года в Нью-Гемпшире он получил и воспользовался правом выставить свою кандидатуру на драфт НБА 2019 года. Однако он не был выбран ни одной из команд. 6 июля 2019 года подписал четырёхлетний контракт новичка с «Финикс Санз», из которого 2 года были гарантированы. 28 октября 2019 года он был переведён в фарм-клуб «Нортерн Аризона Санз», выступающий в Джи-Лиге. Лекью походу сезона 2019/2020 несколько раз переходил из фарм-клуба в основной состав. 16 января 2020 года Лекью дебютировал в НБА в матче против «Нью-Йорк Никс», выйдя на 2 минуты на площадке и не набрав очков. Первые очки в лиге Лекью набрал 2 февраля 2020 года в матче против «Милуоки Бакс», он реализовал 2 броска двухочковых броска за 10 минут 44 секунды игрового времени.

### Индиана Пэйсерс (2020–н.в.)
16 ноября 2020 года Лекью был отправлен в клуб «Оклахома-Сити Тандер» в результате обмена с участием Криса Пола.
25 ноября 2020 года был обменян в клуб «Индиана Пэйсерс» на Ти Джей Лифа и будущий выбор во втором раунде драфта. 25 марта 2021 года Лекью был отчислен «Пэйсерс».

### Висконсин Херд (2021)
15 октября 2021 года Лекью подписал контракт на тренировочный лагерь с «Милуоки Бакс». Он присоединился к фарм-команде «Висконсин Херд».
Лекью присоединился к команде «Даллас Маверикс» для участия в Летней лиге НБА 2022 года.

### Рио-Гранде Вэллей Вайперс (2022 - настоящее время)
3 ноября 2022 года Лекью был включен в стартовый состав команды «Рио-Гранде Вэллей Вайперс».

## Статистика

### Статистика в НБА
| Сезон                                                                                    | Команда | Регулярный сезон | Регулярный сезон | Регулярный сезон | Регулярный сезон | Регулярный сезон | Регулярный сезон | Регулярный сезон | Регулярный сезон | Регулярный сезон | Регулярный сезон | Регулярный сезон | Серия плей-офф | Серия плей-офф | Серия плей-офф | Серия плей-офф | Серия плей-офф | Серия плей-офф | Серия плей-офф | Серия плей-офф | Серия плей-офф | Серия плей-офф | Серия плей-офф |
| Сезон                                                                                    | Команда | GP               | GS               | MPG              | FG%              | 3P%              | FT%              | RPG              | APG              | SPG              | BPG              | PPG              | GP             | GS             | MPG            | FG%            | 3P%            | FT%            | RPG            | APG            | SPG            | BPG            | PPG            |
| ---------------------------------------------------------------------------------------- | ------- | ---------------- | ---------------- | ---------------- | ---------------- | ---------------- | ---------------- | ---------------- | ---------------- | ---------------- | ---------------- | ---------------- | -------------- | -------------- | -------------- | -------------- | -------------- | -------------- | -------------- | -------------- | -------------- | -------------- | -------------- |
| 2019/20                                                                                  | Финикс  | 5                | 0                | 6,3              | 40,0             | 0,0              | 100,0            | 0,4              | 0,4              | 0,0              | 0,0              | 2,0              | Не участвовал  | Не участвовал  | Не участвовал  | Не участвовал  | Не участвовал  | Не участвовал  | Не участвовал  | Не участвовал  | Не участвовал  | Не участвовал  | Не участвовал  |
|                                                                                          | Всего   | 5                | 0                | 6,3              | 40,0             | 0,0              | 100,0            | 0,4              | 0,4              | 0,0              | 0,0              | 2,0              | Не участвовал  | Не участвовал  | Не участвовал  | Не участвовал  | Не участвовал  | Не участвовал  | Не участвовал  | Не участвовал  | Не участвовал  | Не участвовал  | Не участвовал  |
| Наведите курсор мыши на аббревиатуры в заголовке таблицы, чтобы прочесть их расшифровку. |         |                  |                  |                  |                  |                  |                  |                  |                  |                  |                  |                  |                |                |                |                |                |                |                |                |                |                |                |

### Статистика в Джи-Лиге
| Сезон                                                                                    | Команда              | Регулярный сезон | Регулярный сезон | Регулярный сезон | Регулярный сезон | Регулярный сезон | Регулярный сезон | Регулярный сезон | Регулярный сезон | Регулярный сезон | Регулярный сезон | Регулярный сезон | Серия плей-офф | Серия плей-офф | Серия плей-офф | Серия плей-офф | Серия плей-офф | Серия плей-офф | Серия плей-офф | Серия плей-офф | Серия плей-офф | Серия плей-офф | Серия плей-офф |
| Сезон                                                                                    | Команда              | GP               | GS               | MPG              | FG%              | 3P%              | FT%              | RPG              | APG              | SPG              | BPG              | PPG              | GP             | GS             | MPG            | FG%            | 3P%            | FT%            | RPG            | APG            | SPG            | BPG            | PPG            |
| ---------------------------------------------------------------------------------------- | -------------------- | ---------------- | ---------------- | ---------------- | ---------------- | ---------------- | ---------------- | ---------------- | ---------------- | ---------------- | ---------------- | ---------------- | -------------- | -------------- | -------------- | -------------- | -------------- | -------------- | -------------- | -------------- | -------------- | -------------- | -------------- |
| 2019/20                                                                                  | Нортерн Аризона Санз | 33               | 23               | 26,6             | 41,2             | 21,4             | 60,3             | 3,3              | 3,4              | 0,7              | 0,2              | 13,4             | Не участвовал  | Не участвовал  | Не участвовал  | Не участвовал  | Не участвовал  | Не участвовал  | Не участвовал  | Не участвовал  | Не участвовал  | Не участвовал  | Не участвовал  |
|                                                                                          | Всего                | 33               | 23               | 26,6             | 41,2             | 21,4             | 60,3             | 3,3              | 3,4              | 0,7              | 0,2              | 13,4             | Не участвовал  | Не участвовал  | Не участвовал  | Не участвовал  | Не участвовал  | Не участвовал  | Не участвовал  | Не участвовал  | Не участвовал  | Не участвовал  | Не участвовал  |
| Наведите курсор мыши на аббревиатуры в заголовке таблицы, чтобы прочесть их расшифровку. |                      |                  |                  |                  |                  |                  |                  |                  |                  |                  |                  |                  |                |                |                |                |                |                |                |                |                |                |                |